# 宮城道良
宮城 道良（みやぎ みちよし、1964年 - ）は、東京都生まれ、神奈川・兵庫西宮・香川高松をへて、愛知県在住の教育者。名古屋大学経済学部卒業。
2023年現在、愛知県名古屋市内の私立同朋高等学校で社会科教諭・放送部顧問として勤め、名古屋造形大学の非常勤講師(「総合学習」)も引き受けている。一方で、愛知私学教職員組合連合(愛知私教連)の社会科教科懇談会(社会科教科懇)元代表で愛知サマーセミナー実行委員、全国私立学校教職員組合連合主催の全国私学夏季研究集会（全私研）「平和・人権・連帯」分科会元助言者(現名称：運営委員)、歴史教育者協議会(略称：歴教協)の全国大会「日本近現代」分科会世話人、「不戦兵士を語り継ぐ会」(旧称不戦兵士・市民の会)理事「不戦兵士を語り継ぐ会」東海支部事務局長を務めている。また日本科学者会議会会員でもある。

## 人物
- 名古屋大学経済学部卒業[1]。高校教諭・放送部顧問。
- 「不戦兵士を語り継ぐ会」(旧称：不戦兵士・市民の会)理事・東海支部事務局長。

```
 東海三県での元兵士の戦場証言の収集を行っている。
 東海三県での年３回の「不戦のつどい」も行っている。
 同朋高校放送部の作品指導にあたっている。映像ドキュメンタリー「アジア・太平洋戦争、中国の二つの戦場」は
東京ビデオフェスティバル
(略称：TVF)2015で最優秀のビデオ大賞、同じく「肉弾攻撃」は2013年
NHK杯全国高校放送コンテスト
(略称：Nコン)全国大会で制作奨励賞を受けた。全国大会へは県大会や予選を勝ち抜いて、16作品が出場している。「同朋高校放送部応援サイト」（
https://doho-housoubu.com/
）で観ることができる。
```

- 三重県出身の元軍人である近藤一(1920〜2021)とは、1992年以来の付き合い[1]だった。2021年、2022年の「元兵士・近藤一さんをしのぶ会」「一周忌をしのぶ会」は、おおぜいの高校生たちも駆けつけ、参加者の半数は高校生であった(63名、203名)。
- 高校生たちと一緒にお話を聞いた主な元兵士は、近藤一、日比野勝廣、神谷五郎、稲葉績、松本栄好、堀部元和など多数。

## 著書

### 共著
- 歴史教育者協議会、宮城道良『ちゃんと学ぼう！憲法②』（初版）青木書店（原著2008-2）。ISBN 978-4250208041。. 宮城執筆(19章「旧憲法と沖縄戦」、20章「現憲法と米軍沖縄基地」)
- 近藤一、宮城道良『最前線兵士が見た「中国戦線・沖縄戦の実相」～加害兵士にさせられた下級兵士～』（初版）学習の友社（原著2011-9）。ISBN 978-4761706753。 近藤一は元兵士。戦場体験証言者として、市民・高校生・大学生向けの講演は多数あった。その証言記録が一章に載っている。二章以降は宮城の授業実践の紹介。
- 石井拓児、宮城道良『高校生・若者と考える過労死・過労自殺』〜多様な生き方を認める社会を〜』（初版）学習の友社（原著2021-7）。ISBN 978-4761707286。  石井拓児(名古屋大学大学院教授, 教育行政学)との共著、勢納八郎(医師, 偕行会城西病院副医院長)、岡村晴美(弁護士, 名古屋南部法律事務所所属)が協力している。

### 記事
- 報告記事「最前線兵士が見た『中国・沖縄戦』本に」 名古屋の宮城教諭と」（『中日新聞』2011年9月27日）
- 報告記事「戦場で誰が死ぬ 日本兵士の講演録 名古屋の教諭と共著 歴史教育へ活用期待」（『朝日新聞』2011年10月5日愛知版・三重版）
- 書評：別所興一『最前線兵士がみた「中国戦線・沖縄戦の実相」』（歴史教育者協議会機関誌「歴史地理教育」2012年4月号)　別所興一：愛知大学教授・歴史学
- 書評：田代美江子『最前線兵士がみた「中国戦線・沖縄戦の実相」』（わだつみ会機関誌「わだつみのこえ」136号 2012年7月）　田代美江子：埼玉大学教授・教育学
- 報告記事「東京ビデオフェスティバルTVF 2015 Report」（『ビデオサロン』玄光社　2015年3月号）
- 報告記事「『18歳選挙権』などテーマに意見発表  名古屋で私学教諭」(『中日新聞』2016年1月12日)
- 報告記事「全国大会10回目の放送部」（『同朋学園広報』90号, 2016年3月号-9月号）
- 報告記事「同朋高校放送部 過労自殺を生徒取材 過労死学会でドキュメンタリー作品上映 」（仏教関係紙『文化時報』2021年9月20日）
- 告知記事「公開学習会『いま平和教育を考える』」(『朝日新聞』2022年9月26日)
- 報告記事「証言記録で平和教育・活用の取り組みを語る同朋高 宮城先生」(『中日新聞』2022年10月12日)

### 論文
- 「近藤一さんに学ぶ--二つの戦場での加害体験証言」(歴史教育者協議会編『歴史地理教育』2009年8月号-特集「戦場の実相…兵士の死と生」)
- 「講演会『中国戦線・沖縄戦の実相』報告」(歴史教育者協議会編『歴史教育月報』472号, 2009年12月1日)
- 「若者が語り継ぐ沖縄戦(下)」(歴史教育者協議会編『歴史地理教育』2010年6月号)
- 「みらいをみつめ行動する高校生–愛知県高校生フェスティバル」(歴史教育者協議会編『歴史地理教育』2010年11月号特集号-「歴教育教第62回全国大会報告特集）
- 「近刊『最前線兵士が見た「中国戦線・沖縄戦の実相」』の反響と名古屋出版記念会の様子」(歴史教育者協議会編『歴史教育月報』497号, 2012年1月1日)
- 「われわれは”戦争”を教えてきたが、”戦場”は教えてきたのか？」全日本教職員組合機関誌『クレスコ』（2012年2月号）
- 「"加害と被害の重層性"をどう教えるか、日中戦争・沖縄戦の最前線兵士の『戦場体験証言』を生徒たちと学ぶ」(歴史教育者協議会編『歴史地理教育』)
- 「近藤一氏から、加害の歴史を生徒たちと学ぶ　〜「加害と被害の重層性」をどう教えるか〜:平和・国際教育研究会愛知集会(2012年12月)報告」(平和・国際教育研究会編『平和のために』11号　2012年春)
- 「日中戦争で日本軍は勝っていたのかー『日中戦争での二つの戦場』をどう教えるか、そして”被害と加害の重層性”をどう教えるか」(全国私立学校教職員組合連合『生き生き私学発信』2014年-特集「真実を知り社会とつながる「学び」・主権者を育てる実践」)
- 「日中戦争–『二つの戦場』をどう教えるか(『歴史地理教育』2014年6月号)
- 「高校生たちの戦場体験証言の映像作品づくりのなかで出会った本」(不戦兵士・市民の会編『不戦』2015年春季173号)
- 「高校生たちが東京ビデオフェスティバル2015で最優秀の”ビデオ大賞”を受賞」(不戦兵士・市民の会編『不戦』2015年春季173号)
- 「証言・映像で”中国の二つの戦場"を教える)」(愛知県歴史教育者協議会編『あいち歴史教育』20号、2018年5月)
- 「高校生制作の映像作品をどう授業に活かすか！」(愛知私学教職員組合連合編『21世紀型学び』7号、2019年10月発行)
- 「高校生制作の映像ドキュメンタリー作品『過労自殺』が出来るまでⅠ」(学習の友社編『学習の友』2020年2月号-連載「若者たちと考える過労死・過労自殺」)
- 「高校生制作の映像ドキュメンタリー作品『過労自殺』が出来るまでⅡ」(学習の友社編『学習の友』2020年2月号-連載「若者たちと考える過労死・過労自殺」)
- 「1920年代、日本国内の恐慌の連続(経済危機)」(歴史教育者協議会編『歴史地理教育』2020年7月特集号-「学びあう『歴史総合』の授業づくり」特集)
- 「「経済危機と第二次世界大戦」の授業ー民衆の「侵略に対する抵抗」(歴史教育者協議会編『歴史地理教育』2021年6月-高校「歴史総合」授業実践報告)
- 「『元兵士・近藤一さん(享年101才)を語り継ぎしのぶ会』で活躍する高校生たち！」(不戦兵士・市民の会編『不戦』2021冬号＝184号)
- 「不戦兵士・近藤一さんから学んだこと」(歴史教育者協議会編『歴史地理教育』2022年2月号)
- 「不戦兵士・近藤一さんから学んだこと–戦場の悲惨さと加害の苦しさから、命の大切さ(「戦場死」「過労死」とは何か)を学ぶ高校生たち」(愛知私学教職員組合連合編『21世紀型学び』12号、2022年2月発行)
- 「授業改善・工夫から、高校生・市民の自主的学びの行動に飛び込もう！」(愛知私学教職員組合連合編『21世紀型学び』13号、2023年3月発行)

### 宮城による書評
- 「読書室   吉田裕ほか著『中国侵略の証言者たち』(岩波新書)」歴史教育者協議会機関誌『歴史地理教育』(2010年11月号)
- 「読書室  遠藤美幸著『「戦場体験」を受け継ぐということ–ビルマルートの拉孟全滅戦の生存者を尋ね歩いて(高文研)」歴史教育者協議会機関誌『歴史地理教育』（2015年4月号）
- 「読書室  笠原十九司著『日中戦争全史〔上〕〔下〕(高文研)」歴史教育者協議会機関誌『歴史地理教育』（2018年12月号）」
- 「読書室  鴻上尚志著『不死身の特攻兵–軍神はなぜ上官に反抗したのか』(講談社現代新書)」歴史教育者協議会機関誌『歴史地理教育』（2018年7月号）
- 「読書室   山梨平和ミュージアム編『戦時下・戦後を生きてⅡ』(山梨ふるさと文庫)」歴史教育者協議会機関誌『歴史地理教育』 (2021年5月号)